# Прощание Товия с отцом
Прощание Товия с отцом — картина французского художника Адольфа Вильяма Бугро из собрания Государственного Эрмитажа, единственная картина Бугро в музеях России. 
Картина иллюстрирует ветхозаветный сюжет, описанный в Книге Товита (5: 9—18). Изображена сцена отправления Товия, сына Товита, для взыскания долга с Гаваила, сына Гавриева, в Рагах Мижийских: слепой Товит держит левую руку в благословляющем жесте над головой склонившегося перед ним Товия. Слева за ними стоит спутник Товия архангел Рафаил, прикинувшийся человеком по имени Азария. Справа плачет мать Товия Анна. Справа внизу имеется подпись художника и дата: W. Bouguereau 1860.
Как следует из подписи, картина была написана в 1860 году и сразу же куплена Н. А. Кушелевым-Безбородко, а уже в следующем году она под названием «Товит, благословляющий сына» была показана публике в Санкт-Петербурге на выставке «Картины и редкие произведения художеств, принадлежащие членам императорского дома и частным лицам Петербурга». После смерти владельца картина, как и все произведения из собрания Кушелева-Безбородко, по завещанию была передана в Музей Академии художеств и вошла там в состав особой Кушелевской галереи; в галерейном каталоге 1868 года она числилась под названием «Отправление в путь сына Товии»; в 1922 году была передана в Государственный Эрмитаж. Выставляется в здании Главного штаба в залах, посвящённых Парижскому салону.
Известен полностью проработанный подготовительный рисунок углём на картоне, имеющий точно такие же размеры, как и готовая картина; этот рисунок выставлялся в Монреальском музее изящных искусств и находится в частной коллекции. Также там выставлялся отдельный рисунок Товия, где поза персонажа и складки его одежды также соответствуют эрмитажной картине.
Главный научный сотрудник Отдела западноевропейского изобразительного искусства Государственного Эрмитажа, доктор искусствоведения А. Г. Костеневич, описывая картину, отмечал:

В рельефоподобном «Прощании Товия…» всё подчинено предельно безличному подходу. За каждой складкой одежд стоит дотошное изучение искусства Античности и Возрождения, всё выверено и надёжно дистанцируется от зрителя каким-то холодновато-величавым византизмом. Таков академизм в «химически чистом» виде, категория отточенного, но безжизненного мастерства. 

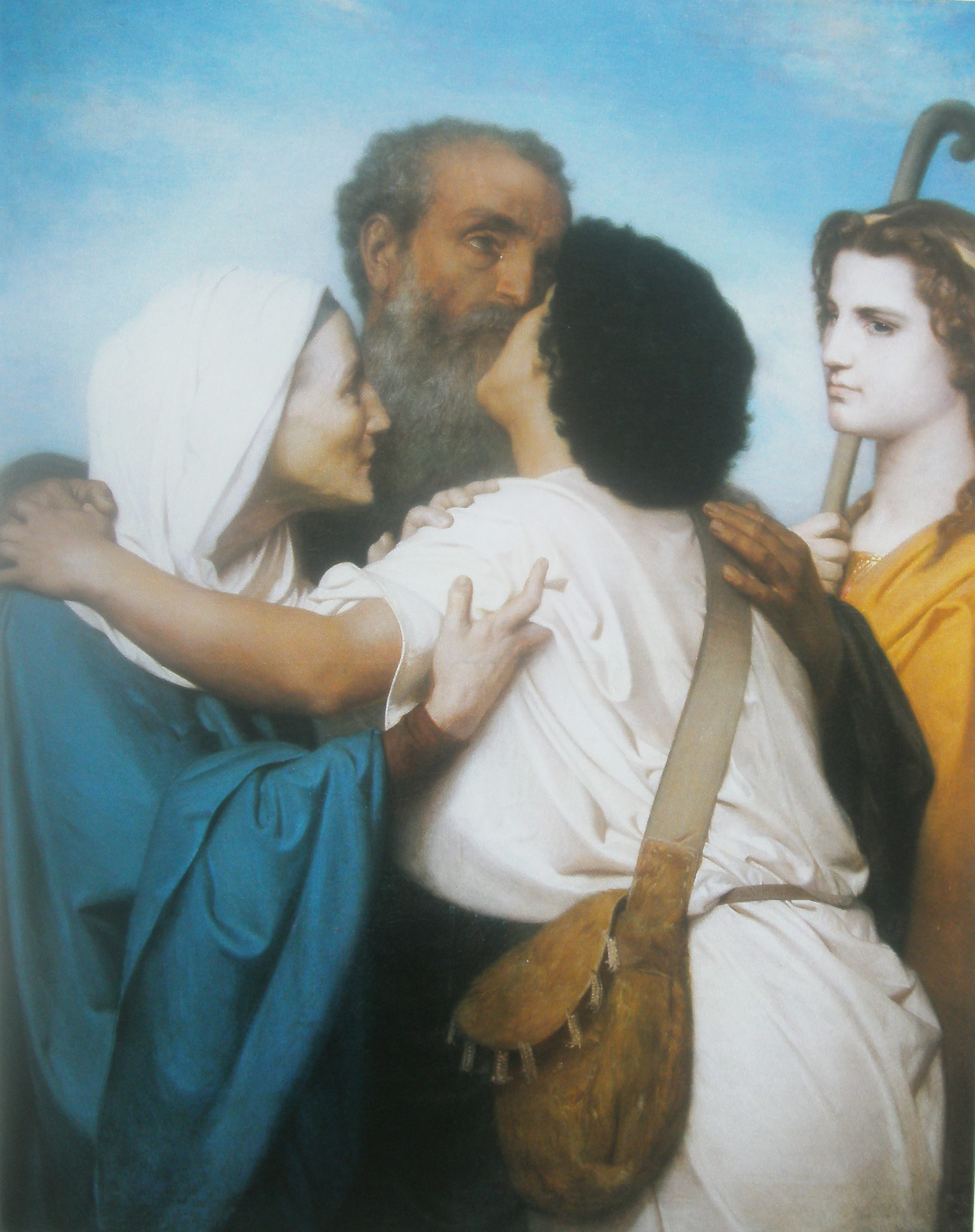
А. В. Бугро. «Возвращение Товия».
Холст, масло. 124×100 см.
Музей изящных искусств Дижона

Ранее, в 1856 году, Бугро написал картину «Возвращение Товия». Все персонажи, задействованные в ней, повторены в эрмитажной картине. Эта работа была выставлена в Парижском салоне 1857 года; в настоящее время хранится в Музее изящных искусств Дижона.